# یووان دامیانوویچ
یووان دامیانوویچ (صربی: Jovan Damjanović؛ زادهٔ ۴ اکتبر ۱۹۸۲) بازیکن سابق و مربی فوتبال اهل صربستان است.
از باشگاه‌هایی که در آن بازی کرده‌است می‌توان به باشگاه فوتبال پادربورن، باشگاه فوتبال رید، باشگاه فوتبال راد، باشگاه فوتبال سوتیسکا نیکشیچ، باشگاه فوتبال داینامو برست، باشگاه فوتبال وهن ویسبادن، باشگاه فوتبال دینامو مینسک، و باشگاه فوتبال بئوگراد اشاره کرد.
وی همچنین در تیم ملی فوتبال صربستان بازی کرده‌است.